# NGC 2640
NGC 2640 је елиптична галаксија у сазвежђу Прамац која се налази на NGC листи објеката дубоког неба.
Деклинација објекта је - 55° 7' 25" а ректасцензија 8h 37m 24,7s. Привидна величина (магнитуда) објекта NGC 2640 износи 11,7 а фотографска магнитуда 12,7. NGC 2640 је још познат и под ознакама ESO 165-2, IRAS 08360-5456, PGC 24229.